# Cizely
 Cizely  es una población y comuna francesa, situada en la región de Borgoña, departamento de Nièvre, en el distrito de Nevers y cantón de Saint-Benin-d'Azy.

## Demografía
| 99 | 95 | 87 | 84 | 70 | 53 |
| Para los censos de 1962 a 1999 la población legal corresponde a la población sin duplicidades (Fuente: INSEE [Consultar]) |    |    |    |    |    |